# Баїн Хтве
Баїн Хтве (*бірм. ဘုရင်ထွေ; бл. 1470 — 1533) — 2-й володар царства П'ї у 1527—1532 роках.

## Життєпис
Походив з династії Паган-Пінья. Син Тадо Мінсо, намісника Тарраваді, та М'ят Хпоне Пйо, яка була молодшою донькою Со Швехета, намісника П'ї. Народився десь на початку 1470-х років. 1482 року його батько об'єднав Тарраваді й П'ї, оголосивши незалежність. Про біяльність Баїн Хтве під час панування його батька обмаль відомостей. Втім вважається, що набув політичний та військовий досвід.

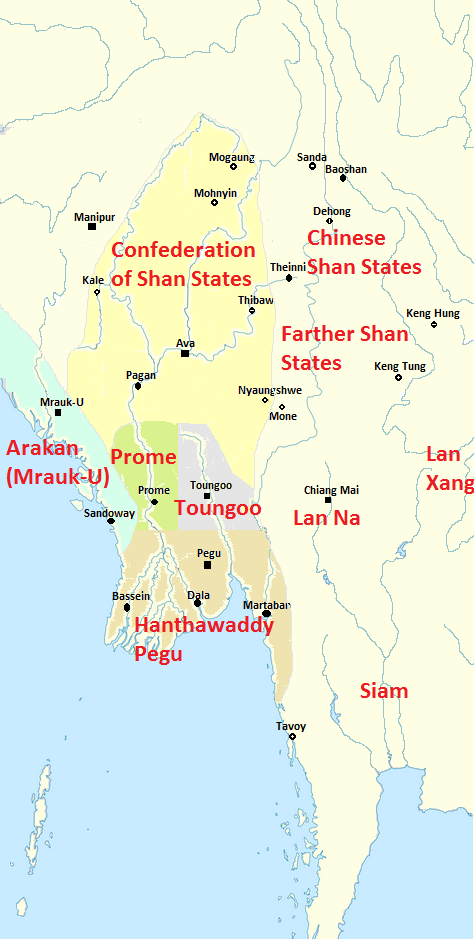
Володання Баїн Хтве

1527 року спадкував владу. Прийняв тронне ім'я Тірі Тудхаммаяза (бірм. သီရိသုဓမ္မရာဇာ). Невдовзі вступив у протиріччя з Со Лоном, очільником союзу шанських князівств, що перед тим захопив царство Ава. Приводом стала начебто недостатня допомога у війні проти ворогів Со Лона. Проте це був лише привід для продовження агресивної політики шанів.
У 1532 році Со Лон на чолі потужного війська виступив проти Баїн Тхве, взявши в облогу П'ї Хтве здався наприкінці 1532 року і був відправлений у вигнання до Дабаїуа у Вцарстві Ава. Син Хтве — Нарапаті — був призначений новим володарем П'ї, визнавши зверхність аванського царя Тоханбви.
1533 року після вбивства Со Лона отримав дозвіл на повернення на батьківщину. Але Нарапаті не дозволив йому увійти до міста. Колишній цар загинув десь через місяць у прилеглих лісах.